# Osnabrücker Hütte
Die Osnabrücker Hütte ist eine Alpenvereinshütte der Sektion Osnabrück des Deutschen Alpenvereins in den Hohen Tauern.

## Lage und Umgebung
Die Osnabrücker Hütte befindet sich im Großelendtal der Ankogelgruppe in Österreich, etwa drei Kilometer östlich des Ankogels, und etwa 1,5 Kilometer südwestlich vom Ende des Kölnbrein-Stausees.

## Geschichte
Eine erste Hütte in Holzbauweise wurde in den Jahren 1898 und 1899 an der Stelle erbaut, wo sich heute der Hubschrauber-Landeplatz befindet. Im Winter 1928/29 wurde diese Hütte durch eine Lawine komplett zerstört. Daraufhin wurde der Bau einer neuen Hütte begonnen, die 1931 eingeweiht wurde. 1978/79 wurde die Hütte erweitert, 2001 ein Trockenraum zum Trocknen von Schuhen und Kleidung errichtet.

## Wege

### Zustieg
Die Hütte ist vom Parkplatz bei der Kölnbreinsperre in zwei Stunden über einen Fahrweg zu erreichen, von der Bergstation der Ankogelbahn sind es vier Stunden Gehzeit.

### Gipfelbesteigungen
Ankogel (3252 m), Kärlspitz (2936 m), Preimlspitz (3133 m) und Schwarzhornspitzen sind in etwa drei Stunden Gehzeit zu erreichen. Gut eine Stunde länger ist man auf die Hochalmspitze (3360 m) unterwegs.
Die Kälberspitzen (2838 m) sind nur durch unmarkierte Steige bzw. teilweise weglos in zweieinhalb Stunden zu erreichen.

### Übergänge zu anderen Hütten
Über die Großelendscharte (2675 m) gelangt man in dreieinhalb Stunden zum Hannoverhaus. Das Großelendtal talauswärts an der Kölnbreinsperre vorbei kann man die Kattowitzer Hütte in etwa fünf Stunden Gehzeit erreichen. Der Weg zur Gießener Hütte nimmt etwa sechs Stunden Gehzeit in Anspruch.
Die Hütte ist ein Etappenziel des Zentralalpenweges sowie des Tauernhöhenweges.

## Karte
- Alpenvereinskarte 1:25.000, Blatt 44, Hochalmspitze - Ankogel